# Centrales Eléctricas de Nariño

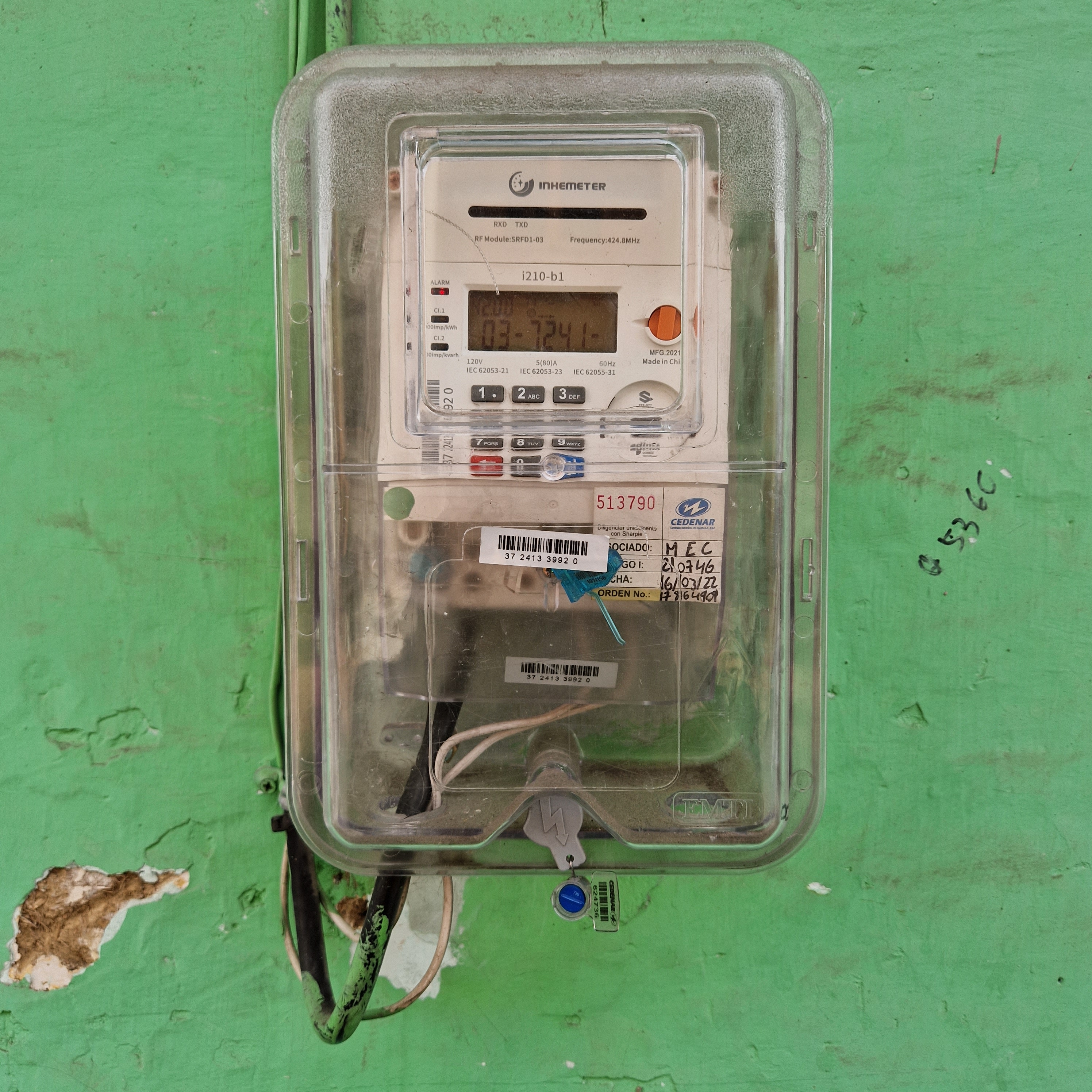
Stromzähler von CEDENAR in Pasto

Centrales Eléctricas de Nariño S.A. E.S.P. (Cedenar) ist ein kolumbianisches öffentliches Energieversorgungsunternehmen. Cedenar wurde 1955 gegründet und erzeugt, verteilt und verkauft elektrische Energie im Departement Nariño. Es verteilt und verkauft auch Strom an einige Gemeinden in angrenzenden Departements und exportiert Energie nach Ecuador. Das Unternehmen hat seinen Hauptsitz in Pasto.

## Tätigkeit
Cedenar erzeugt Energie durch vier kleine Wasserkraftwerke: P.C.H. Río Mayo, P.C.H. Río Bobo, P.C.H. Río Sapuyes und P.C.H. Julio Bravo (P.C.H. steht für Pequeña Central Hidroeléctrica).
Im Jahr 2020 verfügte Cedenar über:
- 43 Umspannwerke
- 91 13,8 kV-Schaltkreise
- 23 34,5 kv-Transformatoren
- 16.807 13,8-Transformatoren
- 497.205 Verbraucher
- ein 7.073 km langes 13,8-kV-Netz
- ein 10.080 km langes Niederspannungsnetz.[2]

## Trivia
Im Januar 2022 verantwortete Cedenar einen 23-tägigen Stromausfall in der Gemeinde López de Micay.